# Przyjaciele Jezusa: Tomasz
Przyjaciele Jezusa: Tomasz – film biblijny z 2001 roku, obrazujący postać św. Tomasza.

## Fabuła
Bohaterem filmu jest jeden z dwunastu apostołów, św. Tomasz, który nie wierzył w zmartwychwstanie Pańskie, póki dotknął boku Chrystusa i nie zobaczył jego ran. Po śmierci Chrystusa na krzyżu, Tomasz ucieka z Jerozolimy, podobnie jak pozostali uczniowie Jezusa. Wszyscy apostołowie spotykają  się później w domu, którym jeszcze nie tak dawno odbywali Ostatnią Wieczerzę. Następnie Tomasz odwiedza grób Jezusa, zaniepokojony plotką, że ktoś wykradł Jego ciało i przeniósł do Galilei. Wkrótce Maria Magdalena oznajmia uczniom, że Jezus Chrystus zmartwychwstał.

## Obsada
- Ricky Tognazzi jako Tomasz
- Maria Grazia Cucinotta jako Maria Magdalena
- Danny Quinn jako Jezus
- Hannes Jaenicke jako Józef
- Mathieu Carrière jako Piłat
- Manfred Zapatka jako Veturius
- Mathias Herrmann jako Longinus
- Mehmet Günsür jako Jan
- Enrica Maria Modugno jako Maria
- Matt Patresi jako Barabasz